# Ларкин, Джеймс
Джеймс («Большой Джим») Ларкин (21 января 1876 — 30 января 1947) — ирландский профсоюзный лидер и социалистический активист, родившийся в ирландской семье в Ливерпуле. Выросший в бедности, он получил лишь начальное образование и ещё в детстве стал рабочим. Участвовал в профсоюзной борьбе с 1905 года.
Перебравшись в Белфаст в 1907 году, Ларкин участвовал в основании Союза ирландских работников транспорта и разнорабочих, Лейбористской партии Ирландии, а затем Союза рабочих Ирландии и Ирландской рабочей лиги (вместо распущенной Компартии). Прославившийся благодаря участию в Дублинском локауте 1913 года, «Большой Джим» продолжает занимать значительное место в коллективной памяти дублинцев.

## Биография

### Ранние годы
Ларкин родился 21 января 1876 года и стал вторым сыном ирландских иммигрантов, Джеймса Ларкина и Мэри Энн МакНалти, выходцев из графства Арма. Семья Ларкина была бедной и в первые годы его жизни жила в трущобах Ливерпуля. Начиная с возраста семи лет, Джим Ларкин по утрам посещал школу, а во второй половине дня работал, чтобы пополнить семейный доход — частая практика в рабочих семьях того времени. В возрасте четырнадцати лет, после смерти отца, он поступил учеником в фирму где работал его отец, но был уволен после двух лет работы. В течение некоторого времени он оставался безработным, а затем работал матросом и докером. В 1903 году он стал мастером в доке, а 8 сентября того же года он женился на Элизабет Браун.
С 1893 года у Ларкина появился интерес к социализму, и он стал членом Независимой рабочей партии. В 1905 году он был одним из немногих мастеров, принявших участие в забастовке докеров Ливерпуля. Он был избран в забастовочный комитет, и, хотя в итоге он потерял работу, его активность настолько впечатлила Национальный союз работников доков (en:National Union of Dock Labourers, NUDL), что он был назначен временным профсоюзным организатором. Позже он получил постоянную должность в профсоюзе, который в 1906 году отправил его в Шотландию, где он успешно организовывал рабочих в Престоне и Глазго.

### Организация ирландского рабочего движения (1907—1914)
В январе 1907 года Ларкин отправился поднимать профсоюзное движение в Ирландии, прибыв в Белфаст организовать докеров в профсоюз. Это ему удалось, и, так как работодатели отказались выполнять требования по заработной плате, он созвал докеров на забастовку в июне этого года (en:1907 Belfast Dock strike). Вскоре к забастовке присоединились возчики и шахтёры, последние добились урегулирования своего трудового спора через месяц. Ларкину удалось объединить в совместной борьбе рабочих и протестантского, и католического вероисповедания, более того — он даже убедил служащих местной Королевской ирландской полиции (en:Royal Irish Constabulary) на какое-то время поддержать забастовку. Однако к ноябрю 1907 года забастовка закончилась без значительных успехов для рабочих. К тому же, участились трения между Ларкином и генеральным секретарём NUDL Джеймсом Секстоном. Решение последнего об уступках в переговорах и согласие на невыгодные конечные результаты привели к расколу между Секстоном и Ларкином.
В 1908 году Ларкин переехал на юг, с большим успехом объединяя в профсоюз рабочих в Дублине, Корке и Уотерфорде. Однако поддержка Ларкином трудового конфликта в Дублине вопреки профсоюзным инструкциям повлекла за собой его исключение из NUDL. В дальнейшем профсоюз даже подал на Ларкина в суд за передачу профсоюзных средств рабочим в Корке, вышедшим на забастовку, несогласованную с руководством тред-юниона. Осуждённый за «хищение» в 1910 году, он был приговорён к тюремному заключению на срок в один год. Общественность расценила судебное разбирательство против рабочего активиста как несправедливое, и лорд-лейтенант Ирландии лорд Абердин помиловал Ларкина, отсидевшего в тюрьме три месяца.
После изгнания из NUDL, в конце декабря 1908 года Ларкин основал Союз ирландских работников транспорта и разнорабочих (en:Irish Transport and General Workers' Union) (ITGWU). Организация существует по сегодняшний день под названием en:Services, Industrial, Professional and Technical Union (SIPTU).
В июне 1911 года Ларкином была создана газета The Irish Worker and People’s Advocate (Защитник ирландских рабочих и народа), как альтернатива остальной прессе принадлежащей капиталистам. В газете резко осуждались недобросовестные работодатели и политические противники Ларкина. В 1915 году газета была запрещена властями. После этого газета стала издаваться под новым названием — Ireland Echo (Эхо Ирландии).
В партнёрстве с Джеймсом Коннолли в 1912 году Ларкин участвовал в создании Ирландской Лейбористской партии. В том же году он был избран в en:Dublin Corporation, городской совет Дублина. Однако он недолго занимал своё место, так как через месяц он был смещен со своего поста из-за того что в 1910 году у него была судимость.

### Дублинский локаут 1913 года

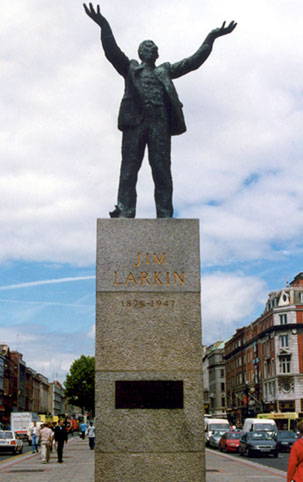
Памятник Ларкину в Дублине

В начале 1913 года, Ларкин достиг заметных успехов в трудовых спорах в Дублине; в связи с организацией множества забастовок поддержки и бойкота товаров. Два крупных работодателя Guinness и Дублинская объединённая трамвайная компания, были основными мишенями Ларкина. У обоих были цеховые союзы для квалифицированных рабочих, но основная цель Ларкина была организация в профсоюзы неквалифицированных рабочих. Он придумал лозунг "A fair day’s work for a fair day’s pay' «справедливый рабочий день за справедливую дневную оплату».
В компании Guinness персонал был относительно хорошо оплачиваемым, и получал щедрые премии от патерналистского управления, которое не приняло участия в локауте. С трамвайной компанией все было наоборот. Председатель компании, промышленник и владелец газет Уильям Мартин Мерфи, был полон решимости не позволить ITGWU собрать своих рабочих в профсоюз. 15 августа он уволил сорок рабочих которых он подозревал в членстве ITGWU, а затем ещё 300 в течение следующей недели. 26 августа работники трамвайной компании официально объявили забастовку. Во главе с Мерфи, более четырёхсот работодателей города приняли ответные меры, требующие своих работников подписать обязательство не становиться членом ITGWU и не участвовать в забастовках поддержки.
В результате этот трудовой спор был самым тяжелым в истории Ирландии. Работодатели в Дублине увольняли своих работников, когда последние отказались подписать заявления что обязуются не бастовать, и взамен использовали завезенную рабочую силу из других регионов Великобритании и Ирландии. Guinness, крупнейший работодатель в Дублине, по прежнему отказывался делать локаут, но уволил 15 работников, которые организовали забастовку поддержки. Работники Дублина, самые бедные по уровню жизни в Соединённом Королевстве Великобритании и Ирландии, были вынуждены выживать на щедрые, но часто недостаточные пожертвования от британского конгресса тред-юнионов (TUC) и других источников в Ирландии, помощь распространялась через ITGWU.
За семь месяцев локаут затронул жизни десятков тысяч рабочих Дублина, и Ларкина изображали как главного злодея в трех основных газетах Мерфи — Irish Independent, Sunday Independent и Evening Herald. Другими лидерами ITGWU того времени были Джеймс Коннолли и Уильям О’Брайен. Такие влиятельные фигуры, как Патрик Пирс, Констанция Маркевич и Уильям Батлер Йейтс поддержали рабочих, в целом анти-Ларкинской ирландской прессе. В то время как The Irish Worker публиковала имена и адреса штрейкбрехеров, Irish Independent напротив публиковала имена и адреса людей, которые пытались отправить своих детей из города, чтобы поместить их в приемные семьи в Белфасте и Великобритании. Но Ларкин никогда не прибегал к насилию. Он полагал, что это будет играть на руку антипрофсоюзной кампании.
Деятельность Ларкина в этот период времени описывает В. И. Ленин в работе «Классовая война в Дублине». Он пишет, что, «обладающий замечательным ораторским талантом, человек кипучей ирландской энергии, Ларкин делал чудеса среди необученных рабочих».
Локаут в конце концов прекратился в начале 1914 года, когда призывы к забастовкам поддержки направленный в Англию от Ларкина и Коннолли был отклонен британским TUC. Атаки Ларкина на лидеров TUC за отказ также привели к прекращению финансовой помощи ITGWU. Хотя действия ITGWU и отчасти UBLU были неудачными в достижение существенно лучших оплаты и условий труда для рабочих, они стали переломными в ирландской профсоюзной истории. Были твердо установлены принципы действий профсоюзов и солидарность рабочих. Может быть, даже более важной была риторика Ларкина, проклинающая бедность и несправедливость и призывая угнетенных постоять за себя, которая производила неизгладимое впечатление.

### Ларкин в Америке (1914—1923)
Через несколько месяцев после того как локаут закончился, Ларкин уехал в Соединённые Штаты. Он намеревался отойти от напряжения связанного с локаутом и организовать сбор средств для профсоюза. В США он стал членом Социалистической партии Америки, а также принимал участие в союзе Индустриальные Рабочие Мира. Он стал активным сторонником Советского Союза и был исключен из Социалистической партии Америки в 1919 году, наряду с многочисленными другими сторонниками большевиков.
Речи Ларкина в поддержку Советского Союза, его связь с членами-основателями Коммунистической партии США, и его радикальные публикации сделали его мишенью «Первой Красной угрозы» (Первая красная угроза) которая развернулась в США, он был заключен в тюрьму в 1920 году за «криминальную анархию» и был приговорен к десяти годам тюрьмы. В 1923 году он был помилован губернатором штата Нью-Йорк, а затем депортирован.

### Компартия и дальнейшая деятельность
По возвращении в Ирландию в апреле 1923 года, Ларкин был принят как герой, и сразу же отправился в поездки по стране встречаясь с членами профсоюзов и призывая к прекращению Ирландской Гражданской войны. Однако, вскоре он оказался в противоречии с Уильямом О’Брайеном, который в его отсутствие стал ведущей фигурой в ITGWU, Ирландской Лейбористской партии и Конгрессе профсоюзов. Ларкин все был ещё официальным генеральным секретарем ITGWU. Лидеры ITGWU — Форан Томас, Уильям О’Брайен, Томас Кеннеди: все коллеги Ларкина во время локаута — подали на него в суд. Их адвокат сообщил суду, что Ларкин организовал ложные и вредоносные атаки на своих коллег для того, чтобы вытеснить их и получить единоличный контроль над профоюзом. Ларкин проиграл суд и был обязан выплатить судебные издержки обеих сторон
В сентябре 1923 года Ларкин сформировал коммунистическую партию Ирландская Лига Рабочих en:Irish Worker League (IWL), которая была вскоре признана Коминтерном как ирландская часть мирового коммунистического движения. В 1924 году он принял участие в конгрессе Коминтерна в Москве и был избран в его исполнительный комитет. По возвращении Ларкин объявил, что он обращался к 200 000 000 русским, которыми был избран как один из «25 людей, которые будут управлять миром» и, что он был назначен начальником батальона Красной Армии, 2 500 000 из которых «придут на помощь ирландским рабочим». Тем не менее, Лига по сути не была организована в качестве политической партии, не провела ни одного съезда и так и не стала политически эффективной. Наиболее существенной деятельностью в её первый год был сбор средств для поддержки находящихся в заключении членов ИРА.
В январе 1925 г. Коминтерн послал в Ирландию активиста Коммунистической партии Великобритании Боба Стюарта, чтобы организовать коммунистическую партию в сотрудничестве с Ларкином. Однако перед самым началом учредительного съезда Ларкин отказался, и партию создали без него.
В сентябре 1927 на всеобщих выборах в парламент Ирландии, Ларкин был избран в округе Северный Дублин. Тем не менее, в результате в результате невыплаты по иску о клевете против Уильяма О’Брайена, за который он отказался платить, он был объявлен банкротом и не смог занять своё место.
В последующие годы он несколько раз неудачно баллотировался в парламент. В 1932 он безуспешно баллотировался как член компартии, а в 1933 году как «независимый лейборист», вероятно по причине расхождения с курсом Сталина в СССР.
В этот период он также начинает сближение с католической церковью. В 1936 году на выборах он вернул себе место в городском совете Дублина. Затем на выборах 1937 года он восстановил своё место в парламенте, но проиграл его снова в следующем году.
В 1941 году Ларкин и его сторонники снова вступают в Лейбористскую партию. В ответ на это О’Брайен вывел ITGWU из партии, и сформировал Национальную партию труда, с заявлением что теперь Лейбористская партия находится под коммунистическим влиянием. Ларкин снова стал депутатом парламента в 1943-44 гг.
Джеймс Ларкин умер во сне 30 января 1947 года. На его похоронах месса была отслужена католическим архиепископом Дублина Джоном Чарльзом Маккуэйдом, тысячи людей собрались на улицах города когда катафалк проследовал по пути к кладбищу Гласневин.

## Память

### Песни
Джеймс Ларкину посвящены песни нью-йоркской рок-группы en:Black 47, «The Day They Set Jim Larkin Free» и «The Ballad of James Larkin», также исполненных the Dubliners. en:Paddy Reilly записал песню «Jim Larkin», описывающую судьбу рабочих и перемены, внесенные в их жизни Ларкином и Коннолли.

### Памятник
Сегодня статуя «Большой Джим» стоит на О’Коннелл-стрит в Дублине. Надпись на лицевой стороне памятника представляет собой выдержку на французском, ирландском и английском языках из одной из его знаменитых речей:

Les grands ne sont grands que parce que nous sommes à genoux: Levons-nous.

Ní uasal aon uasal ach sinne bheith íseal: Éirímis.

The great appear great because we are on our knees: Let us rise.

(Великие кажутся великими, потому что мы стоим на коленях: Давайте поднимемся.)

Этот лозунг, впервые использованный на 18-м веке газетой французских революционеров Révolutions de Paris, также появился в заголовках Workers' Republic, основанной Джеймсом Коннолли в Дублине в августе 1898 года. Первоначально орган Ирландской социалистической республиканской партии, это периодическое издание позже стало официальным органом Коммунистической партии Ирландии, которая была основана в 1921 году.
На западной стороне основания памятника цитата из стихотворения «Джим Ларкин» Патрика Кавана:
И тирания попирала их в канавах Дублина

Пока Джим Ларкин не пришел и воззвал

Голос Свободы и Голос Гордости

И Рабство ползло на руках и коленях

И Тринадцатый год возрадовался из полного

Упадка и страданий.
Оригинальный текст (англ.)And Tyranny trampled them in Dublin’s gutter

Until Jim Larkin came along and cried

The call of Freedom and the call of Pride

And Slavery crept to its hands and knees

And Nineteen Thirteen cheered from out the utter

Degradation of their miseries.

На восточной стороне памятника цитата из «Барабаны под окнами» Шона О’Кейси:
… Он говорил с рабочими, говорил так, как только Джим Ларкин мог говорить, не об установлении мира, темной покорности, или спокойном смирении, но о трубоголосом сопротивлении неправде, недовольстве злой бедностью и сопротивлению любой напыщенной власти стоящей на пути их поступательного движения.
Оригинальный текст (англ.)..He talked to the workers, spoke as only Jim Larkin could speak, not for an assignation with peace, dark obedience, or placid resignation, but trumpet-tongued of resistance to wrong, discontent with leering poverty, and defiance of any power strutting out to stand in the way of their march onward.

### Улицы
Улица Ларкина (Larkin road) в Клонтарфе, Северный Дублин, названа в его честь.
В его честь назван проезд Джеймса Ларкина (James Larkin Way) в районе Kirkdale, в его родном Ливерпуле.

### Оркестр
Духовой оркестре в Ливерпуле, James Larkin Republican Flute Band, назван в его честь. Сформированный в 1996 году членами Сообщества ливерпульских ирландцев, оркестр, в составе которого духовые и барабаны, выступает на праздниках ирландской музыки и культуры.